# Prosper Mimart
Prosper Charles Georges Mimart, né le 8 août 1859 à Paris (ancien 7e arrondissement) et mort le 12 janvier 1929 à Dieppe est un clarinettiste français et professeur au Conservatoire de Paris.

## Biographie
Né dans la famille d'Auguste Paul Mimart, clarinettiste diplômé en 1850 du Conservatoire de Paris avec un premier prix, Prosper Mimart y étudie également dans la classe de Cyrille Rose et remporte son premier prix en 1878. Il joue d'abord dans l'orchestre Pasdeloup, puis à l'orchestre Lamoureux, à l'Opéra-comique de 1892 à 1897, enfin, soliste de 1896 à 1913 dans l'Orchestre de la Société des concerts du Conservatoire de Paris où jusqu'en 1914, il y occupe divers postes administratifs.
De 1905 à 1923, Mimart enseigne au Conservatoire de Paris. Parmi ses élèves figurent François Étienne, Daniel Bonade et bien d'autres clarinettistes. Mimart a écrit du matériel pédagogique : une méthode pour la clarinette et plusieurs études. Il a rédigé l’article de référence sur la clarinette dans l'Encyclopédie de la Musique et Dictionnaire du Conservatoire dirigée par Lavignac.
Il est le dédicataire de la première rhapsodie (1910) de Debussy : « à P. Mimart, en témoignage de sympathie », commande pour le concours du conservatoire, et a donné la première de l'œuvre en 1911,,.

« Dimanche, plaignez-moi, j’entendrai onze fois la Rhapsodie pour clarinette en si bémol ; je vous raconterai cela si je suis encore en vie. »

— Debussy se confiant à son éditeur Jacques Durand (8 juillet 1910)

« Le concours de clarinette a été excessivement brillant, et, si j’en juge par la tête que faisaient mes confrères, la Rhapsodie était réussie ! (à ce propos, merci pour le sort que vous voulez bien faire au morceau à déchiffrer). L’un des concurrents: Vandercruyssen, l’a jouée par cœur et en grand musicien. Les autres, c’était propre et médiocre. »

— Lettre de Debussy  à son éditeur Jacques Durand (15 juillet 1910)
Il est également le dédicataire de la Fantaisie (1911, pièce composée pour le concours du conservatoire) du flûtiste Philippe Gaubert, Lamento et Tarentelle (1923) de Gabriel Grovlez.
Mimart s'est souvent produit en tant que soliste et chambriste. Ainsi, en 1893, il interprète avec succès le Trio de Vincent d'Indy avec la participation de l'auteur et le quintette pour clarinette et cordes de Brahms, op. 115, accompagné du quatuor à cordes Géloso, et en 1895, il fait revivre à Paris la Société de musique de chambre pour instruments à vent, autrefois fondée par Paul Taffanel. On sait que dans le cadre de cet ensemble en 1909, Mimart a participé à une représentation du Septuor de Beethoven, op. 20. Le divertissement pour instruments à vent Chanson et danses, op. 50, de Vincent d'Indy est une commande de Prosper Mimart, créé le 7 mars 1899, pour cet ensemble.
Il jouait également de la petite clarinette.
Le frère cadet de Prosper Mimart, Paul, jouait de la clarinette basse avec l'Orchestre symphonique de Boston de 1920 à 1939.

## Écrits
- Célèbre méthode complète de clarinette (Systèmes Boehm et ordinaire) illustrée de vignettes, entièrement revue et augmentée d'une quarantaine de pages contenant des textes, gammes et exercices nouveaux et originaux par P. Mimart (1907)
- Méthode élémentaire de clarinette (1911)
- Méthode nouvelle de clarinette théorique et pratique (1911)
- Enseignement de la clarinette. Vingt études pour clarinette. Ouvrage adopté par le Conservatoire national de musique de Paris (1927)
- Albert Lavignac (fondateur) et Lionel de La Laurencie (dir.), Encyclopédie de la Musique et Dictionnaire du Conservatoire : Deuxième partie, Technique, esthétique, pédagogie. Technique instrumentale, vol. III, Paris, Librairie Delagrave, 1927, 731 p. (lire en ligne), p. 1545-1555. « La clarinette , par M. Mimart »
  - p.1545 : Origine et évolution de l'instrument
  - p.1548 : Jeu de la clarinette - Principaux virtuoses
  - p.1555 : Conseils d'exécution

## Arrangements
- Samson et Dalila de Saint-Saëns, fantaisie pour clarinette et piano par Mimart (1908)